# Marc Papi Mútil
Marc Papi Mútil (llatí: Marcus Papius Mutĭlus) va ser un magistrat romà. Formava part de la gens Pàpia, una antiga família plebea d'origen samnita. Va viure sota els emperadors August i Tiberi i era descendent de Gai Papi Mútil, que combaté a la Guerra Social.
Va ser cònsol l'any 9 juntament amb Quint Popeu Segon. Els dos cònsols van donar els seus noms a la llei Pàpia-Popea que es va aprovar com a complement de la Lex Julia de Maritandis Ordinibus i que regulava els matrimonis, en endavant coneguda com a Lex Julia et Papia Poppaea.
Es tracta probablement del mateix personatge que esmenta Tàcit entre els aduladors de l'emperador Tiberi. Papi Mútil proposà l'any 16 al senat que el dia 13 de setembre fos declarat festiu i es fessin ofrenes als déus Júpiter, Mart i Concòrdia, pel fet que era el dia en què Luci Escriboni Libó Drus fou forçat al suïcidi per haver conspirat contra l'emperador.